# Roger McGough
Roger McCough (ur. 9 listopada 1937 w Liverpoolu) – brytyjski poeta, prowadzący własny program w telewizji Channel 4 na temat poezji, współpracownik Liverpool John Moores University, członek zarządu Poetry Society.
Lata młodości spędził w Liverpoolu, studia ukończył na University of Hull. Początkowo zajmował się pracą w zespołach muzycznych, jego największym sukcesem było trafienie jednej z piosenek jego zespołu The Scaffold na szczyt brytyjskiej listy przebojów. Jemu przypisywana jest także część dialogów z filmu Żółta łódź podwodna grupy The Beatles. 
Jest komandorem Orderu Imperium Brytyjskiego.

## Publikacje książkowe
- Summer With Monika (1967)
- Out Of Sequence (1972)
- Sporting Relations (1974)
- Defying Gravity (1993)
- The Way Things Are (1999)
- Everyday Eclipses (2002)